# Чусовитина (деревня)
Чусовитина — деревня в Свердловской области России, входит в Ирбитское муниципальное образование. 

## Географическое положение
Деревня Чусовитина расположена в 31 километре (по автодороге в 36 километрах) к северо-западу от города Ирбита, на левом берегу реки Ницы.

## Население
| 2002 | 2010 |
| ---- | ---- |
| 2    | ↘0   |